# Lago Riyue
Il lago Riyue (caratteri cinesi: 日月潭; pinyin: Rìyuètán; Wade-Giles: Jih4-yüeh4-t'an2; lingua thao: Zintun) è il più grande lago naturale dell'isola di Taiwan, oltre che una popolare attrazione turistica locale. Esso è situato nella città di Yuchih, contea di Nantou, e le sue sponde sono abitate dall'etnia Thao di aborigeni taiwanesi.
Il nome del lago deriva dal fatto che il suo lato orientale sembra un sole (ri 日), mentre quello occidentale una luna (yue 月), ed al suo centro è situata una piccolissima isola chiamata Lalu, terra sacra delle tribù Thao.

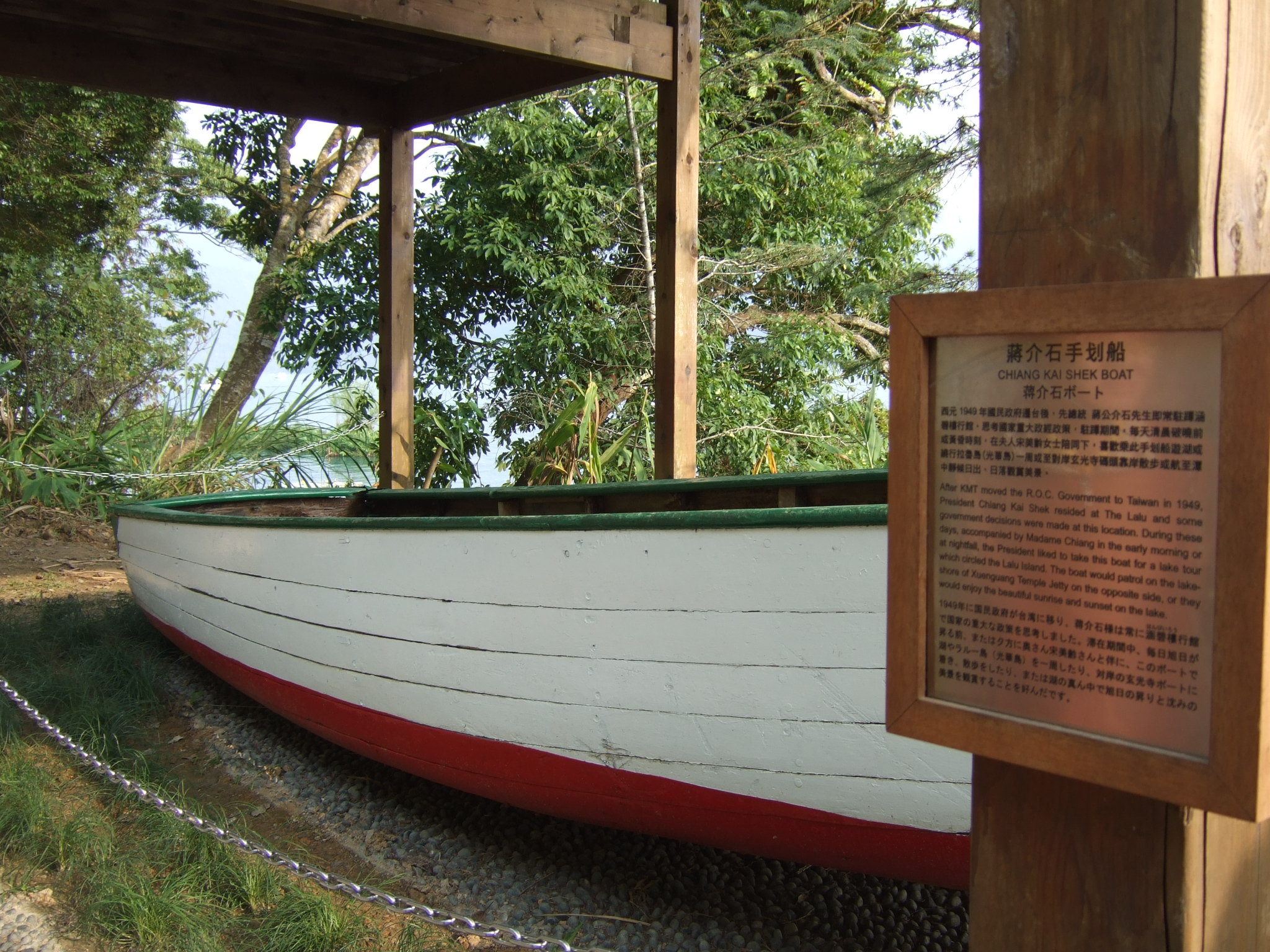
Barca di Chiang Kai-shek

Nell'antica letteratura inglese, il lago veniva menzionato con il nome di lago Candidus, in onore del missionario olandese del XVII Georgius Candidius. Durante l'occupazione giapponese di Taiwan, l'isola all'interno del lago venne rinominata "isola di Giada", mentre quando il governo nazionalista cinese di Chiang Kai-shek emigrò a Taiwan, essa prese il nome di Kuang Hua (Cina gloriosa). Nel 1978, il governo locale costruì sulle sue sponde un padiglione destinato alla celebrazione dei matrimoni annuali, che però fu distrutto dal terremoto di Chichi del 1999, il quale affondò anche gran parte dell'isola.
In epoca recente, grazie alla rinnovata consapevolezza sociale e politica, si sta dando più riconoscimento ai gruppi di aborigeni taiwanesi, per questo motivo, dopo il terremoto, l'isoletta fu rinominata con un termine preso dalla lingua thao, Lalu.
Sin dal 1919, nel lago Riyue sono state costruite diverse centrali idroelettriche, la più importante delle quali è quella fondata del 1934 dall'azienda taiwanese Taipower. Per facilitare la costruzione delle infrastrutture, è stata anche edificata una linea ferroviaria denominata Jiji Line.
Solitamente non è permessa la balneazione nelle acque del lago, tuttavia annualmente viene organizzata una popolare manifestazione natatoria chiamata Swim Festival a cui negli anni recenti hanno preso parte oltre 13000 persone. Essa si tiene ogni anno nel periodo della festa di Metà Autunno. Durante le festività nazionali cinesi e taiwanesi, inoltre, sulle sponde del lago si effettuano celebrazioni con fuochi d'artificio, giochi di luci laser e concerti.
Il lago ed il territorio circostante sono stati inseriti tra le "Aree sceniche nazionali di Taiwan".

## Galleria d'immagini

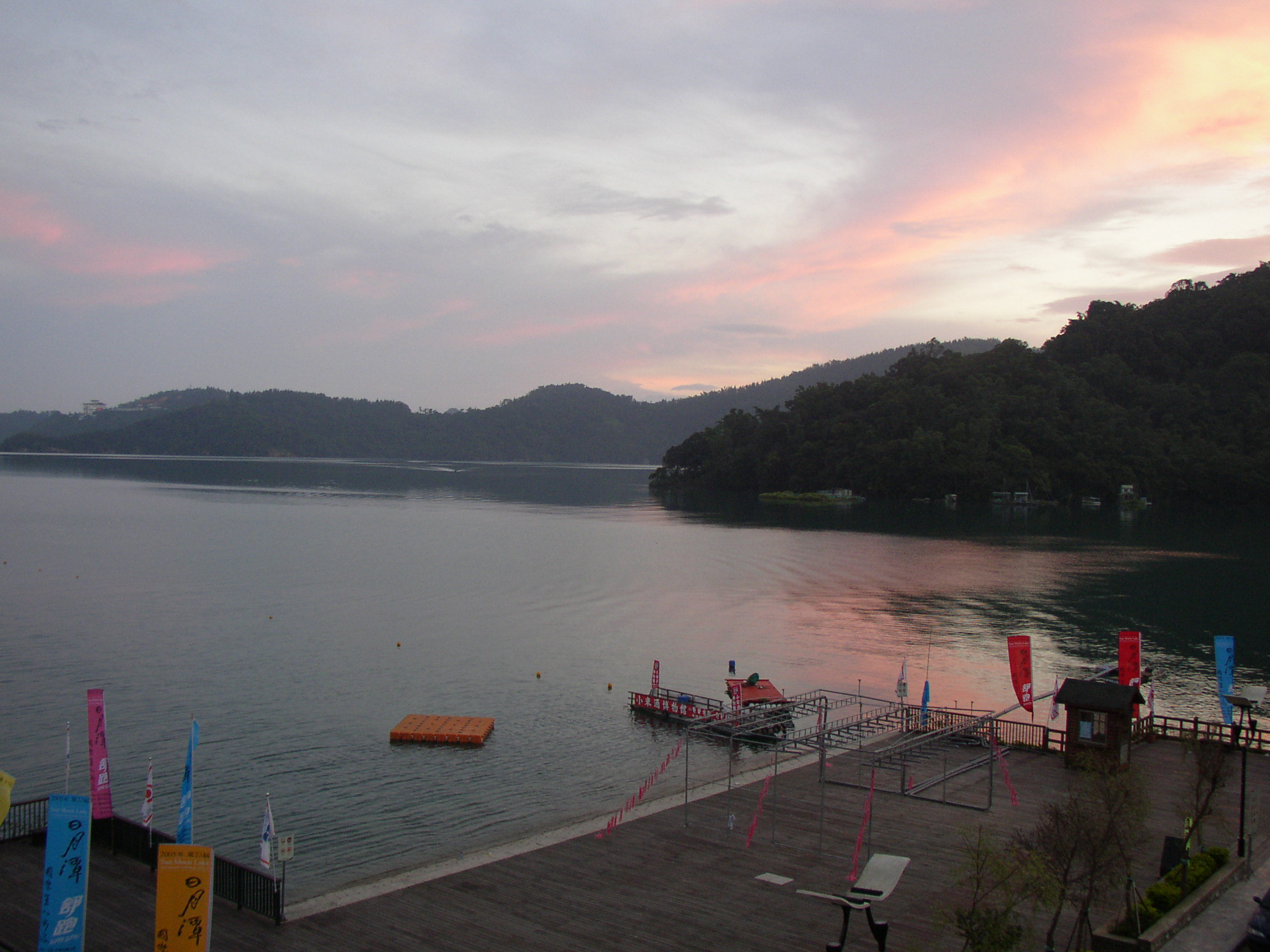
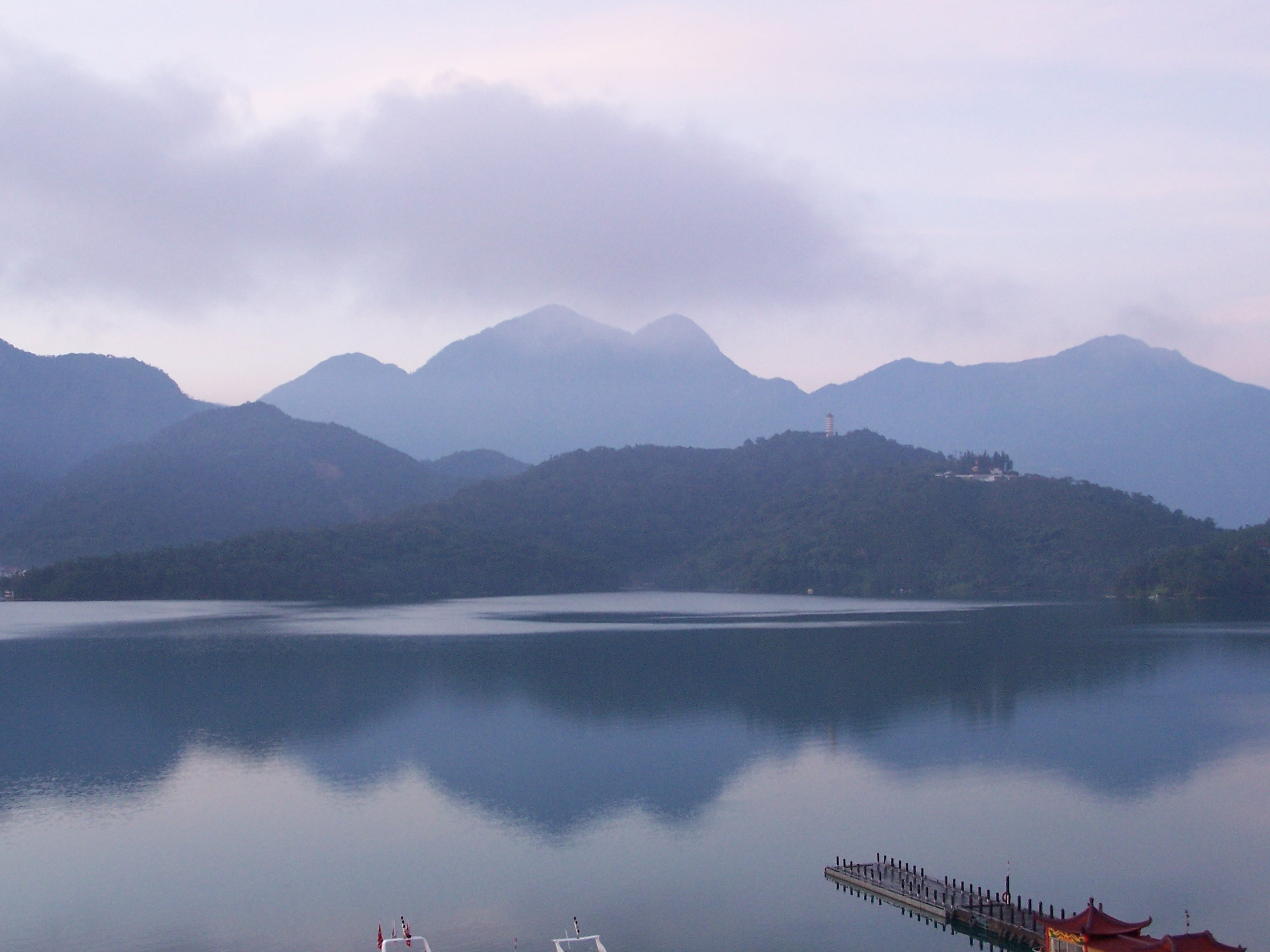